# Acer pentaphyllum
Acer pentaphyllum é uma espécie de árvore do gênero Acer, pertencente à família Aceraceae.